# Szepielewicze
Szepielewicze (biał. Шапялевічы; ros. Шепелевичи) – wieś (dawniej miasteczko) na Białorusi w rejonie kruhelskim, w obwodzie mohylewskim nad rzeką Oslinką.

## Historia
Dnia 24 sierpnia 1654 pod wsią została stoczona bitwa pomiędzy armiami Rzeczypospolitej Obojga Narodów i Cesarstwa Rosyjskiego wygrana przez Rosję.
Miasto magnackie położone było w końcu XVIII wieku w hrabstwie kruhłańskim w powiecie orszańskim województwa witebskiego.
Podczas okupacji hitlerowskiej, w sierpniu 1941 roku Niemcy utworzyli getto dla żydowskich mieszkańców. Przebywało w nim około 500 osób. 12 grudnia 1941 roku Niemcy zlikwidowali getto, a Żydów wywieziono do getta w Kruhłem a ok. 150 zamordowano w okolicy miasta. 